# ۴-بیت

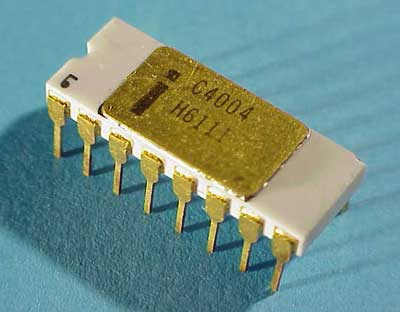
پردازنده‌ی ۴ بیتی اینتل ٬ ۴۰۰۴

در معماری رایانه، متغیرها، آدرس‌ها یا واحدهای داده‌ای ۴-بیتی آنهایی هستند که حداکثر ۴ بیت طول دارند. همچنین سی‌پی‌یو و معماری‌های ای‌یوال ۴-بیتی هستند که بر اساس رجیستر، گذرگاه‌های آدرس یا گذرگاه‌های داده با این اندازه کار می‌کنند.
بیشتر ریزپردازنده‌ها که طول کلمهٔ ۴-بیتی داشتند در دههٔ ۱۹۷۰ پدید آمدند. تی‌ام‌اس ۱۰۰۰، اولین ریزپردازندهٔ، تک-تراشه، یک سی‌پی‌یوی ۴-بیتی بود که از معماری هاروارد پیروی کرده و یک رام با دستور روی تراشه (۸-بیت دستور) و یک رم با داده بر روی تراشه (۴-بیت داده) داشت. اولین ریزپردازندهٔ تجاری اینتل ۴۰۰۴ بی‌سی‌دی بود که برای کارهای محاسباتی در سال ۱۹۷۱ ساخته شد؛ این ریزپردازنده طول کلمهٔ ۴-بیتی، دستورالعمل ۸-بیتی و آدرس ۱۲-بیتی داشت.
پردازنده‌های ساترون، که در ماشین حساب‌هایی چون ماشین حساب مهندسی اچ‌پی-۴۸ استفاده می‌شد، مانند اینتل ۴۰۰۴ مکانیزم ۴-بیتی داشتند.
دههٔ ۱۹۷۰ شاهد ظهور کاربر نرم‌افزاری ۴-بیتی مانند ماشین حساب‌های جیبی در بازار بود.

## جزئیات
با ۴-بیت می‌توان ۱۶ ارزش مختلف ایجاد کرد. تمام اعداد شانزده‌شانزدهی تک رقمی می‌توانند در ۴-بیت نوشته شوند. اعداد ده‌دهی کد شده به صورت دودویی یک روش برای کدگذاری دیجیتال به صورت ده‌دهی است که هر رقم ده‌دهی به وسیلهٔ ۴-بیت نمایش داده شوند.
| دودویی | هشت‌هشتی | ده‌دهی | شانزده‌شانزدهی |
| ------ | ------- | ----- | ------------- |
| ۰۰۰۰   | ۰       | ۰     | ۰             |
| ۰۰۰۱   | ۱       | ۱     | ۱             |
| ۰۰۱۰   | ۲       | ۲     | ۲             |
| ۰۰۱۱   | ۳       | ۳     | ۳             |
| ۰۱۰۰   | ۴       | ۴     | ۴             |
| ۰۱۰۱   | ۵       | ۵     | ۵             |
| ۰۱۱۰   | ۶       | ۶     | ۶             |
| ۰۱۱۱   | ۷       | ۷     | ۷             |
| ۱۰۰۰   | ۱۰      | ۸     | ۸             |
| ۱۰۰۱   | ۱۱      | ۹     | ۹             |
| ۱۰۱۰   | ۱۲      | ۱۰    | A             |
| ۱۰۱۱   | ۱۳      | ۱۱    | B             |
| ۱۱۰۰   | ۱۴      | ۱۲    | C             |
| ۱۱۰۱   | ۱۵      | ۱۳    | D             |
| ۱۱۱۰   | ۱۶      | ۱۴    | E             |
| ۱۱۱۱   | ۱۷      | ۱۵    | F             |

## فهرستی از پردازنده‌های ۴-بیتی
- تی‌ام‌اس ۱۰۰۰
- اینتل ۴۰۰۴
- اینتل ۴۰۴۰
- هسته ام‌ای‌آرسی۴ اتمل[۴]
- سری تی‌ال‌سی‌اس-۴۷ توشیبا
- ساترون اچ‌پی
- میکروپی‌دی۷۵ایکس ان‌ئی‌سی
- میکروپی‌دی۶۱۲ایکس‌ای (متوقف شده)، میکروپی‌دی۶۱۳ایکس،[۵][۶] میکروپی‌دی۶ایکس[۷] ریزکنترل‌گر‌های فرستنده‌های از راه‌دور مادون قرمز ان‌ئی‌سی (هم‌اکنون رنساس)[۸]
- خانواده‌های ئی‌ام۶۶۰۰ و ئی‌ام۶۵۸۰[۹] ئی‌ام میکروالکترونیکس
- خانوادهٔ اس۱سی۶۳ اپسون